# Пиростатика
Пиростатика (греч. pyr — огонь и греч. statike — статика) — подраздел внутренней баллистики, занимающийся вопросами горения пороха и газообразования в условиях постоянного объёма, а также устанавливающий особенности горения пороховых составов различной физико-химической природы в простейшей ситуации замкнутого пространства и отсутствия переходов выделившейся энергии горения в механическую работу.

## Моделирование пиростатических условий
Для изучения баллистических характеристик порохов и взрывчатых веществ в лабораторной практике используются герметичные сосуды («бомбы»), способные выдержать давления, возникающие в экспериментах. Основным инструментом, служащим для моделирования пиростатических условий, является манометрическая бомба (бомба постоянного объёма, бомба переменного давления). Обычно манометрическая бомба представляет собой толстостенный сосуд, изготовленный из высокопрочной стали, в который помещается исследуемое вещество. Для измерения давления во время горения вещества применяются малоинерционные тензо- и пьезодатчики, сигналы с которых подаются на регистрирующие приборы. Кроме того, в корпус бомбы могут быть встроены окна со световодами, служащие для наблюдения за развитием исследуемых процессов. Максимальное давление в таких бомбах может составлять 8000 атм и более.

## Основное уравнение пиростатики
Основное уравнение пиростатики (общая формула пиростатики, обобщённая формула Нобля) выражает зависимость давления {\displaystyle p} газов, образовавшихся в результате горения заряда, от относительной массы сгоревшей части заряда. Уравнение имеет вид:
{\displaystyle p={\frac {f\omega \psi }{W}},}
где {\displaystyle f} — «сила пороха», равная произведению универсальной газовой постоянной {\displaystyle R} и температуры горения заряда, {\displaystyle \omega } — начальная масса заряда, {\displaystyle \psi } — относительная масса сгоревшей части заряда, равная отношению массы сгоревшей части заряда к его начальной массе, {\displaystyle W} — текущий, свободный
для газов, объём каморы, в которой происходит горение заряда.
Можно показать, что для {\displaystyle W} выполняется:
{\displaystyle W=W_{0}-{\frac {\omega }{\delta }}(1-\psi )-\alpha \omega \psi ,}
где {\displaystyle \delta } — плотность вещества заряда, а {\displaystyle \alpha } — его коволюм. С учётом приведённой формулы основное уравнение пиростатики приобретает вид:
{\displaystyle p={\frac {f\omega \psi }{W_{0}-{\frac {\omega }{\delta }}(1-\psi )-\alpha \omega \psi }}.}